# Sankta Anna och Sankta Katarina kapell

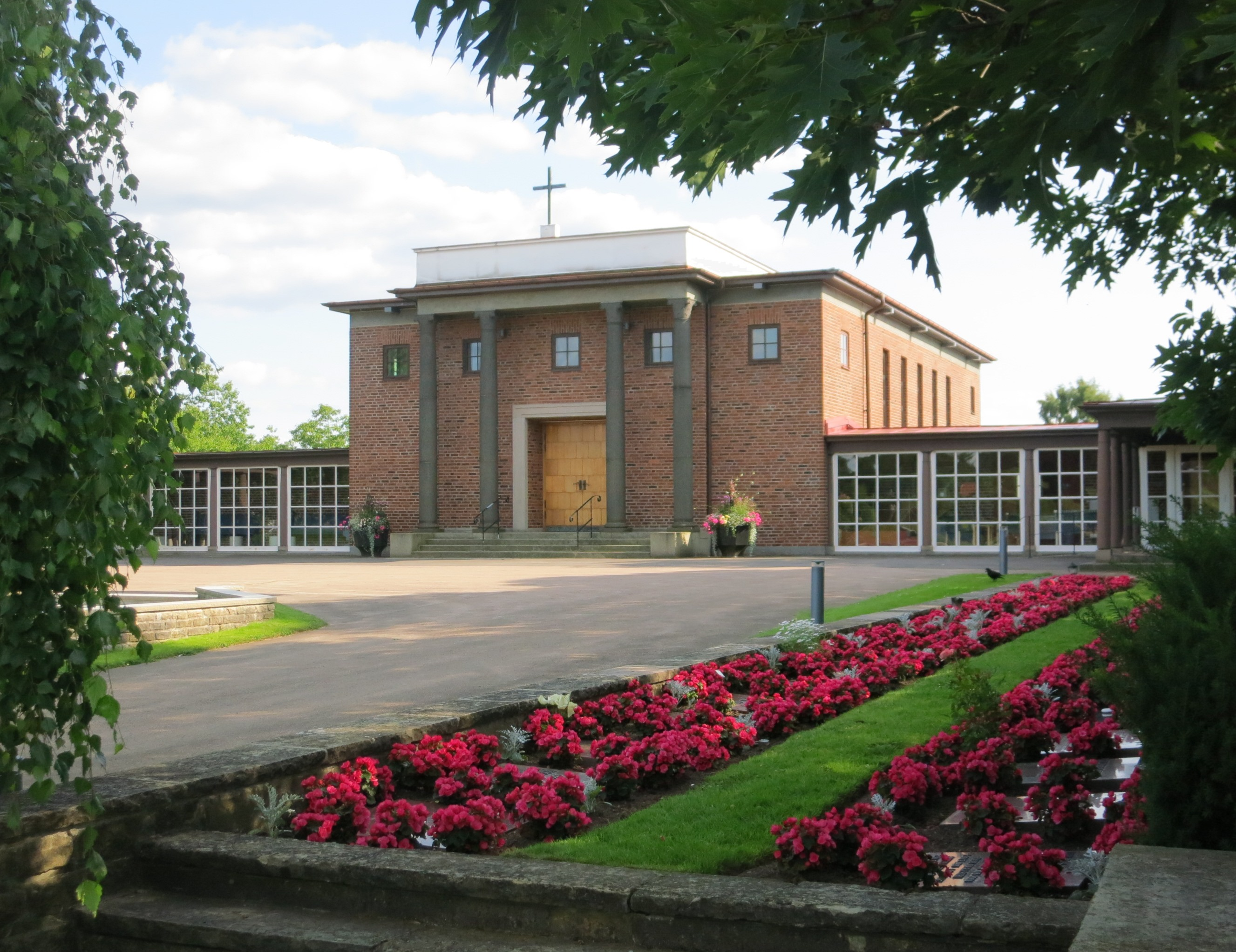
Sankta Katarina kapell på Västra kyrkogården i Halmstad

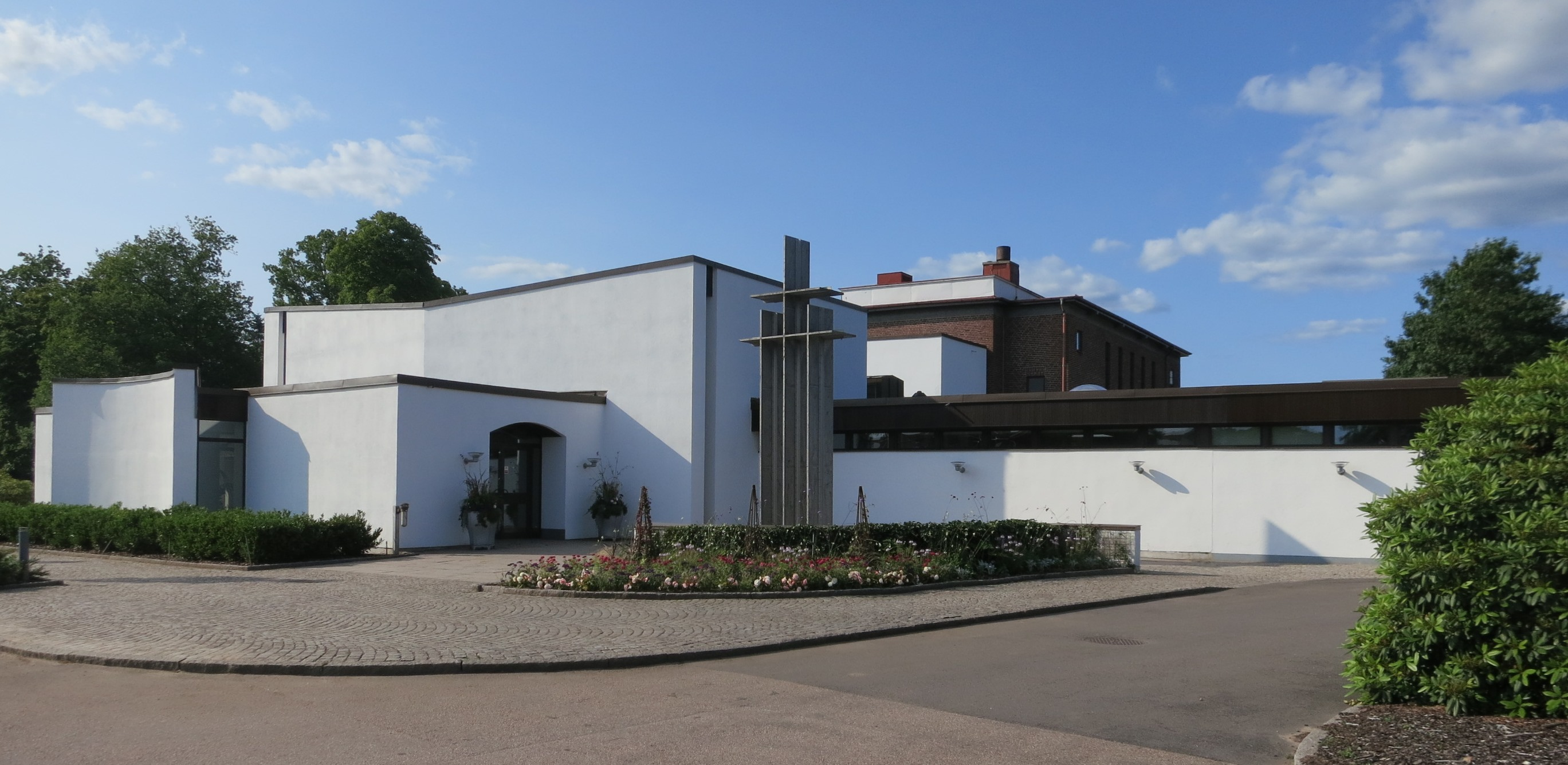
Sankta Anna kapell på Västra kyrkogården i Halmstad

Sankta Anna och Sankta Katarina kapell är två begravningskapell med krematorium på Västra kyrkogården i Halmstad. Dessa förvaltas av Kyrkogårdsnämnden och Halmstads Kyrkogårdsförvaltning.

## Bakgrund
Halmstads första kända kristna begravningsplats var kring kyrkan i Övraby knappt tre kilometer nordost om nuvarande Halmstads centrum.  Under 1300-talet förflyttades alltmer av Halmstad från Övraby till sin nuvarande plats, där kloster och Sankt Nikolai kyrka byggdes. Både Sankta Anna och Sankta Katarina kloster hade begravningsplats inom sina murar. Om kyrkogården runt Nikolai kyrka vet man inte så mycket mer än att gravsättningar ägde rum både i och utanför kyrkan ända fram till slutet av 1700-talet.
I slutet av 1700-talet var kyrkogården kring Sankt Nikolai kyrka i det närmaste fullbelagd. År 1816 invigdes Norra kyrkogården, 400 meter norr om Norre Port. År 1868 utvidgades denna kyrkogård, som redan på 1880-talet började bli fullbelagd.

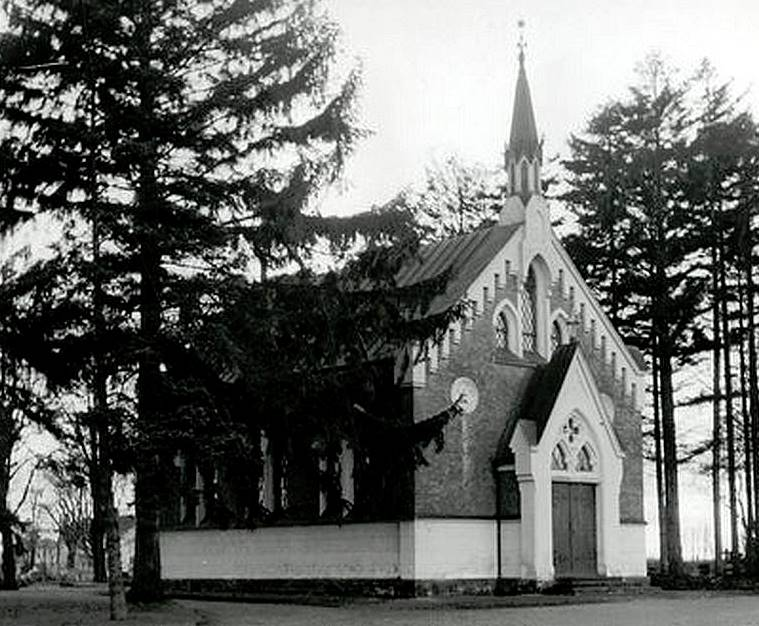
Det gamla begravningskapellet från 1895, ritat av Sven Gratz. Det revs 1944.

Kyrkorådet beslutade 1876 anlägga en ny kyrkogård nordväst om staden. Västra kyrkogården, som den kom att heta, togs i bruk 1882. Man började nu att diskutera byggandet av ett begravningskapell på Västra kyrkogården. Beslut togs i kyrkorådet och stadsarkitekt Sven Gratz utförde ritningar. Kapellet var invigningsklart 1895. Det låg på den plats där klockstapeln nu är belägen. Detta kapell användes fram till Sankta Katarina kapell togs i bruk 1941. Det gamla kapellet revs 1944 och lämnade plats för en klockstapel, som byggdes 1946.
Västra kyrkogården började bli fullbelagd på 1970-talet och i nära anslutning invigdes Karlsro kyrkogård 1984 under medverkan av biskop Bertil Gärtner. Här finns även en minneslund.

## Sankta Katarina kapell

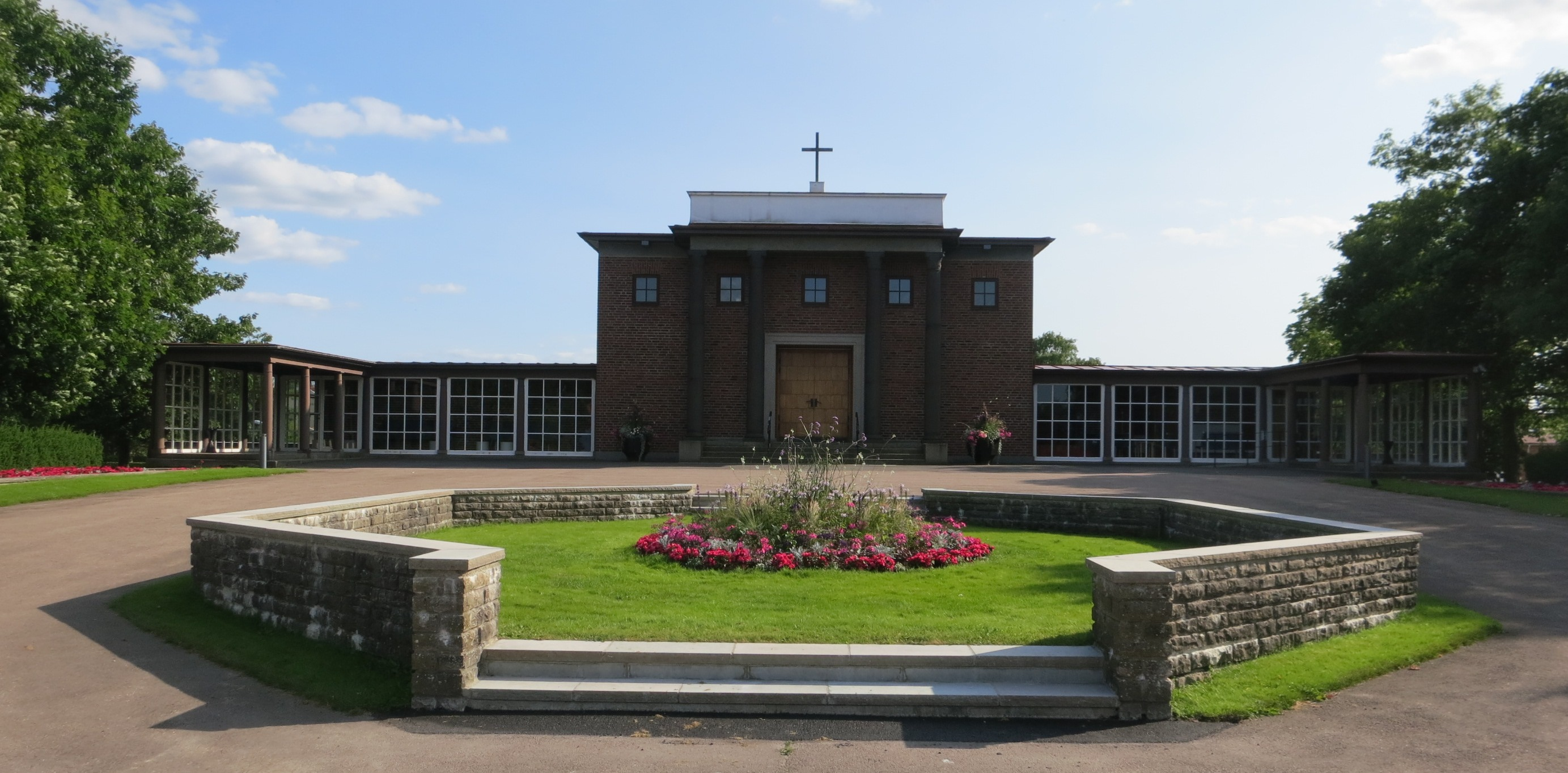
Sankta Katarina kapell på Västra kyrkogården i Halmstad

Redan 1880 började man, med Storbritannien och Danmark som föregångsländer, diskutera eldbegängelse och byggandet av krematorier. År 1882 bildades Svenska Eldbegängelseföreningen och det organiserades lokala föreningar runt om i landet. Även i Halmstad bildades en eldbegängelseförening och det blev den som drev frågan om byggandet av Sankta Katarina kapell fram till ett fullbordande. Frågan diskuterades första gången i kyrkorådet 1930. Först då frågan om ett kapellkrematorium togs upp i stadsfullmäktige 1938 blev en kommitté tillsatt bestående av representanter för den borgerliga och kyrkliga kommunen. Kommittén redovisade ett förslag 1939 och beslut togs att bygga kapellet efter ritningar av arkitekt Adolf Wiman, Växjö. Sankta Katarina kapell invigdes 1941 av domprost Olle Nystedt. Plats finns för 120 personer.
Den konstnärliga utsmyckningen i koret utfördes av Gunnar Torhamn, Stockholm. Den tredelade kompositionen skall enligt konstnären symbolisera från vänster Avskedet, Himmelsfärden och Återföreningen.
Kapellet betalades till 75% av den borgerliga kommunenen. Det var ett stort åtagande som lär ha varit förknippat med löften om att kapellet inte skulle invigas av någon biskop eller få kyrklig status. Kapellet skulle vara tillgängligt för alla inklusive frikyrkliga ur olika samfund, ateister samt senare även andra religioner. När Sankta Katarina kapellkrematorium var invigt, överlämnades det till den kyrkliga kommunen.

### Orgel
- 1941 byggde Bo Wedrup, Uppsala en orgel med nio stämmor.
- 1985 tillkom en mekanisk orgel från Robert Gustavsson Orgelbyggeri AB, Härnösand.

| Huvudverk I  | Svällverk II      | Pedal      | Koppel |
| Hålflöjt 8'  | Trägedackt 8'     | Subbas 16' | I/P    |
| Fugara 4'    | Gemshorn 4'       |            | II/P   |
| Oktava 2'    | Täckflöjt 2'      |            | II/I   |
| Nasat 1 1/3' | Tremulant         |            |        |
| Regal 8'     | Crescendosvällare |            |        |

## Sankta Anna kapell
Det fanns länge ett önskemål om ett mindre ceremonirum än Sankta Katarinas stora sal. Det utfördes en tillbyggnad på baksidan av Sankta Katarina kapell efter ritningar av arkitekt Wikforss. Detta Sankta Anna kapell invigdes 1980 av kyrkoherde Gunnar Hammarström. Plats finns för 40 personer.
För den konstnärliga utsmyckningen svarade konstnärerna Olle Agnell och Hans Fagerström.

### Orgel
- 1980 byggde Robert Gustavsson Orgelbyggeri AB, Härnösand en mekanisk orgel.

| Manual            | Pedal      | Koppel  |
| Trägedackt 8' B/D | Subbas 16' | Man/Ped |
| Fugara 8'         |            |         |
| Principal 4'      |            |         |
| Täckflöjt 4' B/D  |            |         |
| Blockflöjt 2' B/D |            |         |
| Crescendosvällare |            |         |

## Vårhemstugan

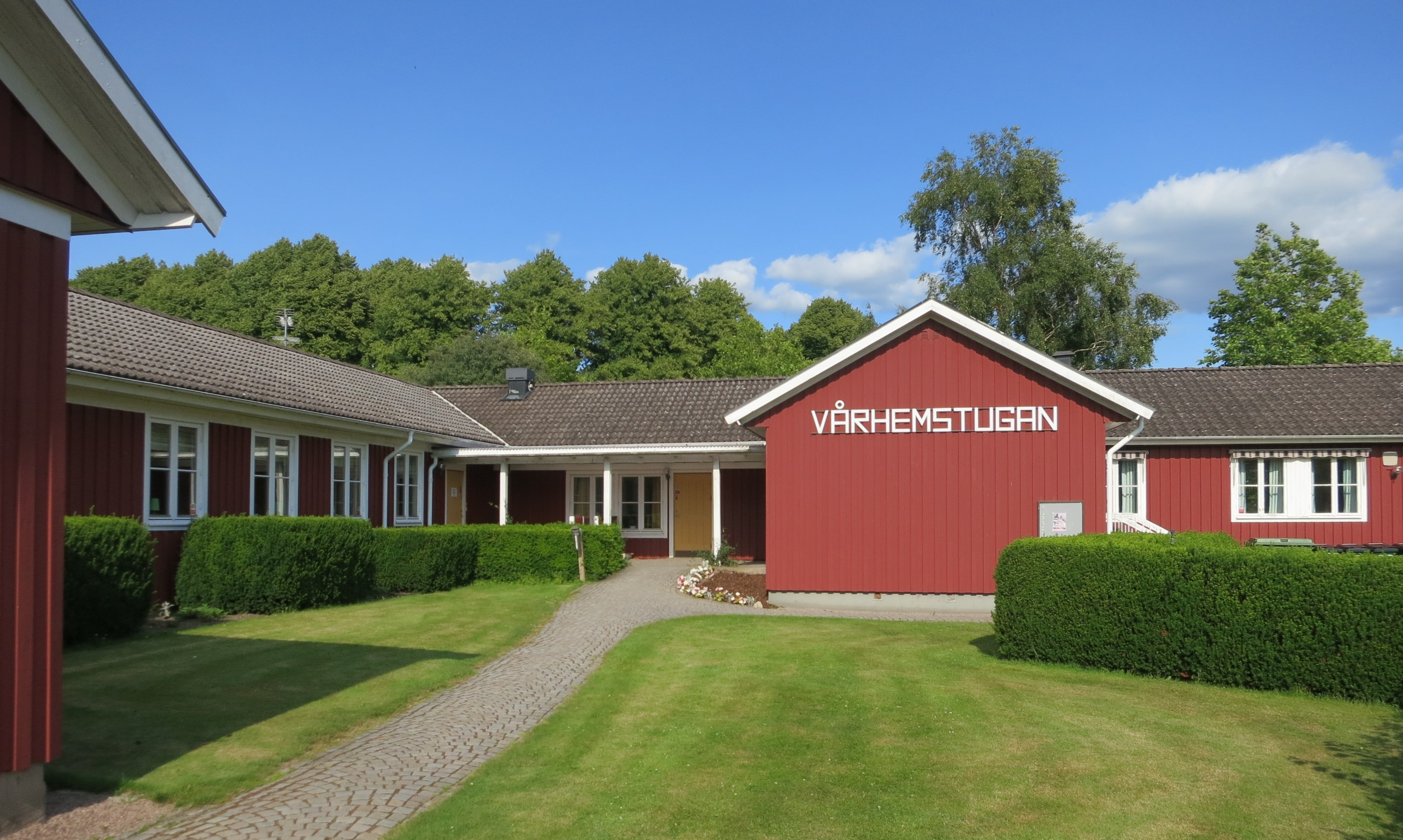
Vårhemstugan vid Sankta Anna och Sankta Katarina kapell

I nära anslutning till Sankta Anna och Sankta Katarina kapell låg Vårhemstugan, en från början provisorisk församlingslokal. Den byggdes till med fler lokaler för verksamheten och för kyrkogårdsförvaltningen. Arkitekt var Gösta Wikforss, Uppsala och tillbyggnaden invigdes 1979 av kyrkoherde Gunnar Hammarström. Lokalerna brukade även användas för minnesstunder i samband med begravningar. 
Vårhemstugan förstördes av en brand den 3 mars 2019.